# Nando dalla Chiesa
Fernando dalla Chiesa, detto Nando (Firenze, 3 novembre 1949), è uno scrittore, sociologo e politico italiano.

## Biografia

### Famiglia, studi e carriera politica
È il secondo figlio del generale dell'Arma dei Carabinieri Carlo Alberto dalla Chiesa, nato a Saluzzo, e della sua prima moglie Dora Fabbo, di origine campana. È fratello della conduttrice televisiva e politica Rita e della giornalista e politica Simona. Si è laureato in Economia e commercio all'Università commerciale Luigi Bocconi ed è professore ordinario di "Sociologia della criminalità organizzata", "Sociologia e metodi di educazione alla legalità" e "Geopolitica e criminalità organizzata" presso l'Università degli Studi di Milano. È inoltre presidente onorario di Libera, l'associazione contro le mafie fondata da don Luigi Ciotti.
Dopo aver fatto parte negli anni '70 del Movimento Studentesco prima e del Movimento Lavoratori per il Socialismo poi, il 2 dicembre 1985 Dalla Chiesa fonda e guida a Milano Società civile, movimento di opinione di cento persone, tra i quali il giudice Gherardo Colombo, il sociologo Alberto Martinelli, padre David Maria Turoldo, l'economista Paolo Brera, i giornalisti Giampaolo Pansa, Paolo Murialdi e Carla Stampa, lo scrittore Corrado Stajano, l'avvocato Raffaella Lanzillo e il portiere del Milan Giuliano Terraneo. Nel 1986 l'associazione avrà anche un proprio e omonimo mensile diretto da Gianni Barbacetto.

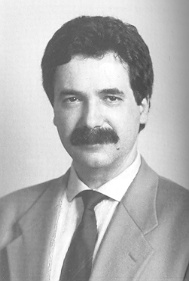
Nando dalla Chiesa, deputato nel 1992.

Il 7 febbraio 1992 Dalla Chiesa è capolista nel collegio Milano-Pavia nel movimento La Rete, fondato l'anno prima da Leoluca Orlando, per le elezioni politiche del 1992. Raccoglie 36.260 preferenze ed è dunque eletto deputato. Si candida poi anche a sindaco di Milano in occasione delle elezioni amministrative del 1993, sostenuto da La Rete, PDS, PRC, Verdi per Milano e "Lista per Milano", venendo sconfitto al ballottaggio dal candidato del centro-destra Marco Formentini (Lega).
Nel 1994 non viene rieletto al parlamento, per questo il 14 aprile di quell'anno lascia "La Rete" e, il successivo 1º dicembre, fonda Italia Democratica.
Così alle elezioni politiche del 1996 si ricandida alla Camera dei deputati, insieme ad altri di Italia Democratica, nelle liste della Federazione dei Verdi. Viene dunque rieletto col 42,33% dei voti validi. Il 26 ottobre 1997 partecipa alle prime elezioni del Parlamento Padano guidando la "lista antisecessionista" Cittadini del Nord per un'Italia Democratica.
Il 23 ottobre 1998, giorno in cui il governo D'Alema I si presenta alla Camera per la fiducia, Dalla Chiesa esprime la sua astensione. Dichiara: «Il decisivo ingresso nella nuova maggioranza del partito del senatore Francesco Cossiga evoca alla mia memoria persone, fatti e circostanze che hanno inciso in misura profondissima sulla mia identità e sulla mia vita», alludendo a responsabilità politiche avute dal senatore a vita nella vicenda del padre, il 3 settembre 1982, allora prefetto di Palermo.
Nel gennaio 1999 Dalla Chiesa e la sua Italia Democratica si federano coi Verdi. In virtù di tale accordo, Dalla Chiesa a giugno si candida alle elezioni europee di quell'anno nelle liste del "Sole che Ride", ma non viene eletto né al Nord-Ovest con 7.286 preferenze, né al Centro con 4.340 preferenze.
Il 26 maggio 2000 passa a I Democratici di Arturo Parisi, dove confluisce il suo movimento, in cui sarà coordinatore della Lombardia. Nel 2001 Dalla Chiesa si candida per l'Asinello a Genova-Bargagli al Senato risultando eletto col 49,5% dei voti validi. Non ricandidato a fine mandato al Parlamento, dal 18 maggio del 2006 fino all'aprile 2008 è Sottosegretario al Ministero dell'Istruzione, dell'Università e della Ricerca con delega all'AFAM del secondo governo Prodi.
Ha fatto inoltre parte della Direzione Nazionale del Partito Democratico, ed è consulente della Commissione Parlamentare Antimafia.

### Opere principali
Tra i suoi libri di successo ricordiamo: il libro di denuncia Delitto imperfetto (1984), il saggio La politica della doppiezza (1996); i vari di "narrazione civile" Storie di boss, ministri, tribunali, giornali, intellettuali, cittadini (1990), Il giudice ragazzino (1992, biografia di Rosario Livatino) e Storie eretiche di cittadini perbene (1999). Negli anni si è occupato anche di narrativa sportiva: La farfalla granata (1995), incentrato sulla figura di Gigi Meroni), Capitano, mio capitano. La leggenda di Armando Picchi, il livornese nerazzurro (1999), La partita del secolo. Storia di Italia-Germania 4-3 (2001). Con Melampo Editore, la casa editrice di cui è socio, ha pubblicato il testo satirico La fantastica storia di Silvio Berlusconi (2004) e, nel 2006, Le Ribelli. Storie di donne che hanno sfidato la mafia per amore. È anche autore di un monologo teatrale dal titolo Poliziotta per amore (2008), interpretato da Beatrice Luzzi.
Dal 6 febbraio 2013 al 21 luglio 2016 ricopre la carica di presidente dell'Istituto superiore per le industrie artistiche (ISIA) di Urbino. Per le elezioni politiche in Italia del 2013 ha dichiarato di votare il Partito Democratico. Dal 2013 è Presidente del comitato scientifico del "Festival della Saggistica di Fano". Nel 2014 è coautore con Marco Rampoldi del testo teatrale E io dico no. Ogni notte ha un'alba, a cui hanno collaborato alcuni suoi studenti e laureati (in particolare Valeria Biasco, Monica De Astis, Eleonora di Pilato, Pierpaolo Farina, Mattia Maestri, Francesco Moiraghi, Samuele Motta, Chiara Muzzolon), rappresentato poi al Piccolo Teatro di Milano nel dicembre 2014.
È stato sposato con Emilia Cestelli, deceduta nel maggio 2021.

### L'attività accademica presso l'Università degli Studi di Milano
Dall'anno accademico 2008-2009 tiene il corso di Sociologia della Criminalità Organizzata, primo corso obbligatorio in Italia sul tema. Dal corso germoglieranno negli anni diverse attività.
Anzitutto, dal marzo 2011 istituisce la "Meglio Gioventù", serata ripetuta annualmente in cui vengono presentate le migliori tesi di laurea in Sociologia della Criminalità Organizzata. Dal settembre dello stesso anno è fondatore e direttore della prima Summer School in Organized Crime, divenuta un punto di riferimento annuale per ricercatori e studenti da tutta Italia.
Dall'anno accademico 2012-2013 istituisce il Corso di Sociologia della Criminalità Organizzata Progredito e diventa coordinatore della Scuola di specializzazione post laurea in Scenari internazionali della criminalità organizzata dell'Università degli Studi di Milano.
Dal 2013 è fondatore e direttore dell'Osservatorio sulla criminalità organizzata dell'Università degli Studi di Milano (CROSS), per il quale ha coordinato tra il 2013 e il 2015 quattro rapporti di ricerca sulla criminalità organizzata di stampo mafioso nelle regioni del nord per la Presidenza della Commissione Parlamentare Antimafia. Sempre dallo stesso anno ha ideato l'Università Itinerante, una serie di lezioni e viaggi con i propri studenti universitari nei luoghi simbolo del fenomeno mafioso (tra gli altri, si ricorda l'Asinara nel luglio 2013, Marina di Cinisi nel settembre 2014, Casal di Principe nel marzo 2015 e Ostia nel luglio 2015).
Il 7 dicembre 2013 ha ricevuto l'Ambrogino d'Oro di Milano per la sua attività accademica. Si legge infatti nelle motivazioni:
Sociologo e scrittore è il fondatore in Italia della maggiore scuola accademica in materia di criminalità organizzata: ha creato a Milano, nell'Università degli Studi, un centro di alta specializzazione che coniuga i saperi sociologici, giuridici, mediatici e forma specialisti in grado di operare nel contrasto alle mafie nei più diversi contesti internazionali. Uomo delle istituzioni, consigliere comunale e parlamentare, ha costruito un percorso scientifico e di impegno civile che fa onore a Milano come presidio di legalità e di democrazia.
Dal gennaio 2015 ha iniziato una collaborazione con l'Università Humboldt di Berlino per tenere corsi annuali intensivi sul fenomeno mafioso. Sempre dal 2015 insegna anche Sociologia e Metodi di educazione alla legalità e Organizzazioni Criminali Globali. Dal luglio 2015 è inoltre direttore della Rivista di Studi e Ricerche sulla Criminalità Organizzata.
Dal 2019 è titolare della Cathedra “Giovanni Falcone e Paolo Borsellino” presso la Alta Escuela di Ciudad de México. 
Inoltre dal 2021 collabora con il Dipartimento sulla Criminalità Organizzata della Pontificia Academia Mariana Internazionalis.
In data 20 luglio 2021 è stato nominato Delegato del Rettore dell’Università degli Studi di Milano sui temi della criminalità organizzata e dell’educazione alla cultura antimafia.
Al 2023 insegna Sociologia della Criminalità Organizzata, Sociologia e metodi di educazione alla legalità e Geopolitica e Criminalità Organizzata.

## Opere principali

### Delitto imperfetto

Carlo Alberto dalla Chiesa

Delitto imperfetto. Il generale, la mafia, la società italiana (Mondadori, Milano 1984) è un saggio-inchiesta che rappresenta un vero e proprio atto di accusa contro coloro che dalla Chiesa considera i responsabili morali dell'omicidio del padre Carlo Alberto: i vertici dell'Arma dei Carabinieri (i generali Lorenzo Valditara e Umberto Cappuzzo) e l'establishment democristiano di Palermo (Rosario Nicoletti, Salvo Lima, Mario d'Acquisto, Nello Martellucci, Vito Ciancimino e i cugini Salvo) ma soprattutto l'onorevole Giulio Andreotti, accusati di aver isolato l'ex generale quando giunse nel capoluogo siciliano in veste di prefetto antimafia e di aver creato così le condizioni ideali per ucciderlo. Il libro venne pubblicato in un primo momento in Francia ed arrivò qualche mese dopo in Italia, accompagnato da feroci polemiche; Andreotti infatti scrisse sul Messaggero a proposito del saggio di dalla Chiesa: «Spero che possa pentirsi di quel che ha scritto». Il 17 novembre 1984, circa un mese dopo la pubblicazione, il segretario regionale della DC Rosario Nicoletti si suicidò buttandosi dalla finestra della sua abitazione, secondo alcuni per rimorso a seguito delle accuse contenute nel libro di dalla Chiesa.

### Il giudice ragazzino

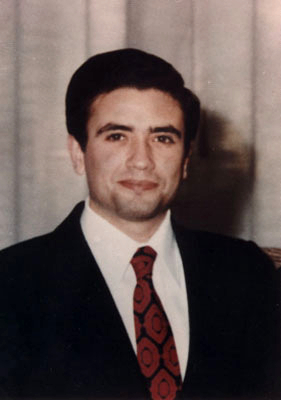
Rosario Livatino

Il giudice ragazzino. Storia di Rosario Livatino assassinato dalla mafia sotto il regime della corruzione (Einaudi, Torino 1992) è un saggio scritto in memoria di Rosario Livatino, giudice assassinato dalla mafia nel settembre del 1990. Nel raccontare l'esperienza e la tragica fine di Livatino nel corso degli anni ottanta, dalla Chiesa ricostruisce la sua visione della connessione tra mafia, politica e istituzioni in Sicilia e in Italia alla fine degli anni ottanta, indicando l'assassinio del giudice come trionfo dei poteri criminali rispetto al mondo della legalità, rappresentato da magistrati spesso giovanissimi mandati in "trincea" e, allo stesso tempo, abbandonati a loro stessi da uno Stato dominato da corruzione e malaffare che dovrebbe invece tutelarli.
A esso si è ispirato l'omonimo film del 1994 di Alessandro Di Robilant.
(ibidem, p.X)

## Opere
* Il potere mafioso. Economia e ideologia, Milano, Mazzotta, 1976
*L’impresa in frantumi. Struttura e soggetti del decentramento produttivo, Roma, Editrice Sindacale Italiana, 1980 (con Renato Brunetta, Roberto Celata e Alberto Martinelli)
*I grandi imprenditori italiani. Profilo sociale della classe dirigente italiana, Milano Feltrinelli, 1981 (con Alberto Martinelli e Antonio M. Chiesi)
*Delitto imperfetto. Il generale, la mafia, la società italiana, Milano, Mondadori, 1984
*Donna e tecnologie, Commissione nazionale per la realizzazione della parità tra uomo e donna, Roma, Presidenza del Consiglio dei Ministri, 1986 (con Renata Livraghi e Paola Manacorda)
*Il Giano bifronte. Società corta e colletti bianchi: il lavoro, la cultura, la politica, Milano, Etas Libri, 1987
*La palude e la città. Si può sconfiggere la mafia, Milano, Mondadori, 1987 (con Pino Arlacchi)
*Dopo la fabbrica. Il caso Italtel: dall’esodo alle nuove possibilità occupazionali, Milano, Edizioni del Sole 24 Ore, 1988
*Storie di boss, ministri, tribunali, intellettuali, giornali, cittadini, Torino, Einaudi, 1990
*Dizionario del perfetto mafioso, Milano, Mondadori, 1990
*Il giudice ragazzino. Storia di Rosario Livatino, assassinato dalla mafia sotto il regime della corruzione, Torino, Einaudi, Torino, 1992
*Milano-Palermo. La nuova Resistenza, Milano, Baldini & Castoldi, 1993 (a cura di Pietro Calderoni)
*I trasformisti, Milano, Baldini & Castoldi, 1995
*La farfalla granata. La meravigliosa e malinconica storia di Gigi Meroni, Arezzo, Limina, Arezzo, 1995
*La politica della doppiezza. Da Andreotti a Berlusconi, Torino, Einaudi, 1996
*Carlo Alberto dalla Chiesa, In nome del popolo italiano (a cura di Nando d. C.), Milano, Rizzoli, 1997
*Storie eretiche di cittadini perbene, Torino, Einaudi, 1999
*Capitano, mio Capitano. La leggenda di Armando Picchi livornese nerazzurro, Arezzo, Limina, 1999
*Diario di fine secolo. Della politica, della giustizia e di altre piccolezze, Ancona, PeQuod, 1999
*La partita del secolo. Storia di Italia-Germania 4-3, Milano, Rizzoli, 2001
*La legge sono io. Cronaca di vita repubblicana nell’Italia di Berlusconi: l’anno dei girotondi, Napoli, Filema, 2002
*La guerra e la pace spiegate da mio figlio, Napoli, Filema, 2003
*La scuola di via Pasquale Scura, Napoli, Filema, 2004
*Se non ora, quando quando quando? Le sette Giornate di Mantova (a cura di), Napoli, Filema, 2004
*La fantastica storia di Silvio Berlusconi. Dell’uomo che portò il paese in guerra senza avere fatto il servizio militare, Milano, Melampo, 2004
*Vota Sìlviolo, Milano, Melampo, 2005
*Le ribelli. Storie di donne che hanno sfidato la mafia per amore, Milano, Melampo, 2006
*Poliziotta per amore, Milano, Melampo, 2009
*Album di famiglia, Torino, Einaudi, 2009
*La convergenza. Mafia e politica nella Seconda Repubblica, Milano, Melampo, 2010
*L’attesa/ The waiting, in Boubacar Boris Diop, Nando dalla Chiesa, Lentamente/slow, Paris, VMCF, 2010
*Contro la mafia. I testi classici (a cura di), Torino, Einaudi, 2010
*Lo statista. Francesco Cossiga: promemoria su un presidente eversivo, Milano, Melampo, 2011
*Buccinasco. La ‘ndrangheta al Nord, Torino, Einaudi, 2012 (con Martina Panzarasa)
*L’impresa mafiosa. Tra capitalismo violento e controllo sociale, Milano, Cavallotti University Press, 2012
*Profili sociali della comunicazione di impresa. La classe creativa tra cultura e organizzazione, Milano, Angeli, 2012
*I fiori dell’oleandro. Donne che fanno più bella l’Italia, Milano, Melampo, 2014
*Manifesto dell’Antimafia, Torino, Einaudi, 2014
*La scelta Libera. Giovani nel movimento antimafia, Torino, Edizioni Gruppo Abele, 2014 (con contributi di Martina Panzarasa, Ludovica Ioppolo e Martina Mazzeo)
*Antonio Gramsci, La questione meridionale, nuova antologia (a cura e con saggio introduttivo), Milano, Melampo, 2014
*E io dico no. Ogni notte ha un’alba, testo teatrale, Piccolo Teatro di Milano, 2014, con Marco Rampoldi
*L’assalto al cielo. Storie di Società civile e di lotta alla corruzione (a cura e con saggio introduttivo, con Gianni Barbacetto), Milano, Melampo, 2016
*Passaggio a Nord. La colonizzazione mafiosa, Torino, Edizioni Gruppo Abele, Torino 2016 (con focus di Ilaria Meli, Federica Cabras, Roberto Nicolini, Marina Bedetti)
*Una strage semplice, Milano, Melampo, 2017
*Mafia Globale. Le organizzazioni criminali nel mondo (a cura e con saggio introduttivo di), Milano, Laurana, 2017
*Per fortuna faccio il Prof, Milano, Bompiani, 2018
* Rosso Mafia. La ‘Ndrangheta a Reggio Emilia, Milano, Bompiani, 2019 (con Federica Cabras)
*Scintille di un nuovo mondo, Bergamo, i Libri di Moltefedi, 2020
*Discorso notturno sull’infinito e il provvisorio, Ancona, Passaggi, 2022
*Giovanni Falcone, Paolo Borsellino, Ostinati e contrari. La sfida alla mafia nelle parole di due grandi protagonisti (a cura e con saggio introduttivo), Melampo, Milano 2022
*La legalità è un sentimento. Manuale controcorrente di educazione civica, Milano, Bompiani, 2023

### Curatele
- Contro la Mafia. I testi classici, Torino, Einaudi, 2010, ISBN 978-88-06-20413-6.
- La Questione Meridionale, Milano, Melampo, 2014.

## Premi letterari
- Nel 1992 ha conseguito il Premio Dessì Speciale della Giuria.[41]